# 1091

## Esdeveniments
- Construcció del castell de Cardiff.
- 23 d'octubre: la ciutat de Londres (Anglaterra) pateix les conseqüències d'un tornado F4, que destrossa el pont de Londres, diverses esglésies i 600 cases.

## Naixements
- Cacciaguida rebesavi de Dante Alighieri

## Necrològiques
- 31 de maig: Lieja, (principat de Lieja), Enric I de Verdun, príncep-bisbe del principat de Lieja